# 팔켄베리 FF
팔켄베리 FF(Falkenbergs Fotbollförening, Falkenbergs FF)는 스웨덴 팔켄베리를 연고지로 하는 축구 클럽이다. 현재 스웨덴 2부 리그인 수페레탄에 소속되어 있다.

## 성적
- 수페레탄
  - 우승 1회 (2013)

## 선수 명단

### 현역
참고: FIFA 자격 규정에 따라 소속된 국가대표팀 국기를 표시합니다. 선수는 복수의 FIFA 비회원국 국적을 가지고 있을 수 있습니다.
| 번호 | 포지션 | 국적       | 이름                 |
| ---- | ------ | ---------- | -------------------- |
| 10   | FW     | 레바논     | 레오나르도 파라 샤힌 |
| 12   | MF     |            | 크리스토페르 칼손    |
| 30   | MF     | 나이지리아 | 고드윈 아구다        |

| 번호 | 포지션 | 국적 | 이름 |
| ---- | ------ | ---- | ---- |

## 역대 감독
| 감독          | 임기 |
| ------------- | ---- |
| 헨리크 라르손 | 2014 |